# Poza horyzont
Poza horyzont – trzeci studyjny album polskiego zespołu hip-hopowego o nazwie Polski Mistrzowski Manewr, w skrócie PMM. Został wydany 28 września, 2011 roku nakładem wytwórni Prosto. Za produkcję w całości odpowiada O.S.T.R. Gościnnie występują m.in. wcześniej wymieniony Ostry, Sokół czy Pih. W celu promocji płyty, do czterech utworów „Poza horyzont”, „Wstawaj”, „Wracam” i „Rwany rytm” zrealizowano teledyski.

## Lista utworów
Opracowano na podstawie źródła.
1. „Poza horyzont” (gościnnie: O.S.T.R.)
2. „Historia kontrabandy”
3. „Rwany rytm” (gościnnie: Sokół)
4. „Żegnam”
5. „Moment prawdy”
6. „Nie jest mi wszystko jedno” (gościnnie: Emose)
7. „Muszę tam być”
8. „Wstawaj” (gościnnie: Grubson, O.S.T.R.)
9. „Nie mogę chlać”
10. „Wirus” (gościnnie: Pih)
11. „Spokój”
12. „Historia przekrętu”
13. „Mówili mi”
14. „Wracam”
15. „Jeden mam powód”